# Boscombe
Boscombe är en by i civil parish Allington, i distriktet Wiltshire, i grevskapet Wiltshire, i England. Byn är belägen 11 km från Salisbury. Alderton var en civil parish fram till 1934 när blev den en del av Allington. Civil parish hade 117 invånare år 1931. Byn nämndes i Domedagsboken (Domesday Book) år 1086, och kallades då Boscumbe.